# Empis pachystoma
Empis pachystoma är en tvåvingeart som beskrevs av Philippi 1865. Empis pachystoma ingår i släktet Empis och familjen dansflugor. Inga underarter finns listade i Catalogue of Life.